# Sommaren i Baden-Baden
Sommaren i Baden-Baden (Лето в Бадене) är en roman av den rysk-judiske författaren Leonid Tsypkin. Den skrevs under perioden 1977-1981, men publicerades först 2001, nära 20 år efter författarens död. Boken handlar om hur berättarens resor och umbäranden för att komma närmare sin älsklingsförfattare Dostojevskij på spåren. Enligt Susan Sontag, som upptäckte boken och som även skrev förordet som publicerades i den svenska översättningen, tillhör boken en sällsynt och ambitiös undergenre av romanen. Det är, som hon skriver, en återberättelse om en verklig och betydande persons liv från en annan tid, samtidigt som en annan berättelse som utspelar sig i nuet vävs in i det hela. 